# Diaphania costaricalis
Diaphania costaricalis is een vlinder uit de familie van de grasmotten (Crambidae), uit de onderfamilie van de Spilomelinae. De wetenschappelijke naam van deze soort is voor het eerst voorgesteld als Glyphodes costaricalis door William Schaus in een publicatie uit 1912.
De soort komt voor in Costa Rica.